# 피스 메이커 철
피스 메이커 철(피스 메이커 쿠로가네, 일본어: PEACE MAKER鐵, Peacemaker Kurogane)은 크로노 나나에가 쓰고 그린 일본 만화 시리즈이다. 미나가와 료지의 피스메이커 만화와는 관련이 없다. 이야기는 메이지 유신 전인 19세기 일본에서 시작된다. 메이지 유신은 일본의 정치, 사회 구조에 막대한 변화를 가져온 일련의 사건들이자 혁명의 씨앗이 심어지는 과정이다. 이 이야기는 조슈 반란군의 손에 부모의 죽음을 복수하기 위해 힘을 추구하면서 신센구미(처음에는 히지카타 도시조의 페이지)에 합류한 소년 주인공 이치무라 테츠노스케를 따라간다.
에닉스가 월간 소년 간간지에 게재한 신센구미 이몬 피스 메이커(新撰組異聞PEACE MAKER)의 속편이다. 신센구미 이몬 피스 메이커는 토쿄팝에 의해 북미에서 라이선스를 받았다.